# Ahilov slikar
Ahilov slikar je psevdonim, ki se uporablja za starogrškega slikarja vaz, ki je živel in delal v Atiki od 460-ih do 420-ih let pr. n. št. Psevdonim mu je dal britanski umetnostni zgodovinar sir John Beazley po sliki Ahila na amfori, ki datira okoli 450-445 pr. n. št. in jo danes hranijo v Vatikanskih muzejih. Slikar je bil, glede na slog, najverjetneje učenec Berlinskega slikarja, in je morda prevzel njegovo delavnico okoli leta 460 pr. n. št. Ahilovemu slikarju se danes pripisuje več kot tristo vaz, poslikanih v treh različnih tehnikah: črnih figur na rdečem ozadju, rdečih figur na črnem ozadju in tehniki bele podlage.
Znan je po enostavnih, uravnoteženih kompozicijah dveh figur in velja za »najbolj klasičnega« od vseh klasičnih vaznih slikarjev 5. stoletja pr. n. št. Poznan je bil tudi po lekitih (posodah za olje), največkrat poslikanih z rdečimi figurami na beli podlagi.